# Kristina Milenkovic
Kristina Milenkovic (* 11. Juni 2001) ist eine Schweizer Tennisspielerin.

## Karriere
Milenkovic spielt hauptsächlich auf Turnieren der ITF Women’s World Tennis Tour, bei denen sie bislang (Stand Mai 2024) aber noch keinen Titel gewinnen konnte.
2017 qualifizierte sie sich für das Hauptfeld im Dameneinzel der mit 25'000 US-Dollar dotierten Montreux Ladies Open, wo sie in der ersten Runde gegen Priscilla Heise mit 1:6 und 2:6 verlor. Anfang September stand sie im Final des mit 15'000 US-Dollar dotierten ITF-Turniers in Sitten, wo sie Susan Bandecchi mit 2:6 und 3:6 unterlag.
2018 startete sie beim ITF Future Nord, wo sie sich im Einzel bereits in der ersten Runde der an Position zwei gesetzten Vlada Ekshibarova mit 4:6 und 0:6 geschlagen geben musste. Im Doppel erreichte sie an der Seite ihrer Partnerin Pauline Wuarin mit einem 1:6, 7:5 und [10:4] Sieg gegen Jenifer Anger und Juliette Colard den Viertelfinal, wo die beiden dann gegen Dominique Karregat und Bojana Marinković mit 4:6 und 3:6 verloren.
2019 trat sie mit Monika Kilnarová bei den mit 60'000 US-Dollar dotierten Advantage Cars Prague Open im Doppel an, wo die beiden in der ersten Runde gegen Aneta Laboutková und Oona Orpana mit 5:7 und 2:6 verloren.
2021 trat sie an der Seite von Marija Kostjuk im Hauptfeld des Damendoppels der Verbier Open an. Die beiden verloren aber ihr Auftaktmatch gegen Jenny Dürst und Céline Naef mit 2:6 und 1:6.
2022 startete sie im August bei den Verbier Open, wo sie im Einzel mit einer Wildcard des Veranstalters mit einem 6:4- und 6:4-Sieg über Dalila Spiteri den Achtelfinal erreichen konnte, dort aber Arlinda Rushiti mit 1:6 und 4:6 unterlag. Im Doppel erreichte sie an der Seite von Nicole Gadient mit einem 6:2- und 6:4-Sieg über Angelina Joy Hug und Kamila Kashaeva den Viertelfinal. Dort unterlagen die beiden dann Erina Hayashi und Kanako Morisaki mit 6:74 und 1:6.
2023 stand sie Ende August zusammen mit Sandra Samir im Final des Damendoppel-Turniers in Monastir, wo die beiden gegen Radka Zelníčková und Anastassija Gurjewa mit 3:6, 7:5 und [9:11] verloren.
In der schweizerischen Nationalliga A (NLA) spielte Milenkovic von 2016 bis 2019 für den TC Sursee. Sie stieg dort mit ihrer Mannschaft 2016 in die NLB und 2017 in die NLA auf. Seit 2019 trat sie für den TC Luzern an.